# Confieso que he vivido
Confieso que he vivido es un libro que recoge las memorias del poeta chileno Pablo Neruda, publicado por primera vez en la colección «Biblioteca breve» de la editorial Seix Barral, en 1974. Se trata de una obra póstuma, que reúne las impresiones del autor casi hasta el mismo momento de su asesinato.

## Contenido

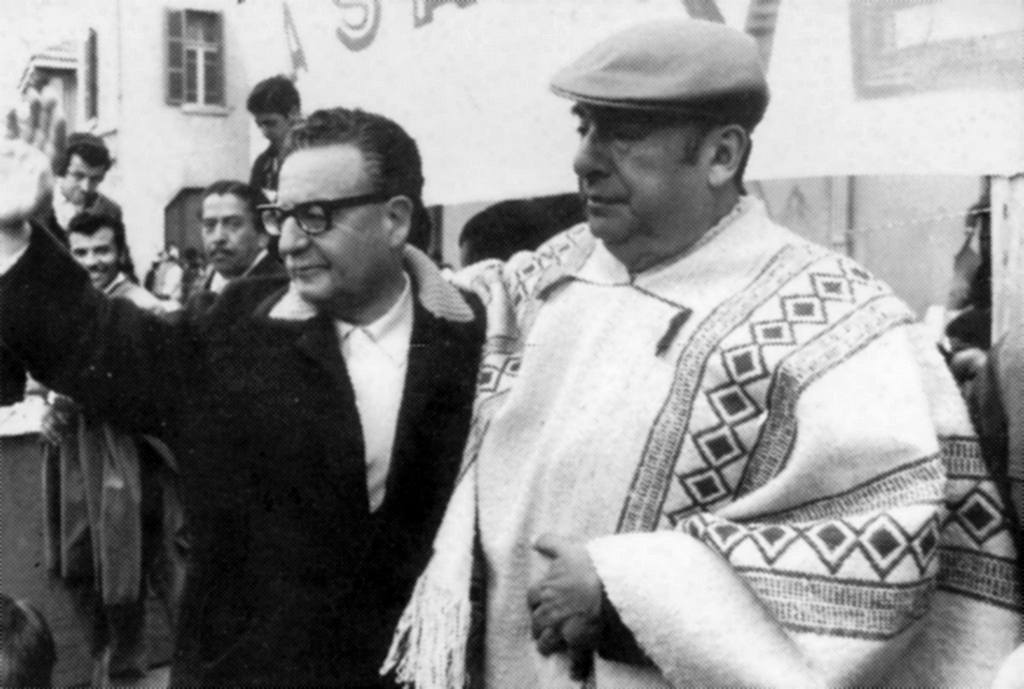
Pablo Neruda (derecha) junto a Salvador Allende (izquierda)

En el libro, Neruda hace un recorrido por su trayectoria vital: los fumaderos de opio en Tailandia, la Birmania dominada por los ingleses, sus experiencias con todo tipo de mujeres en todo tipo de situaciones, las conversaciones entre el poeta y Ernesto Che Guevara, sus viajes a México o a la URSS, su consulado en España durante la Segunda República Española y su ardua labor tras el estallido de la guerra civil española para salvar de la cárcel y de la muerte a republicanos, anarquistas y todo aquel que fuera oprimido bajo el régimen franquista, embarcándolos en el barco Winnipeg rumbo al exilio. Estos y otros sucesos se recrean con nitidez en la mente del autor.
La obra, escrita a lo largo de varios años, termina abruptamente con el asesinato del poeta, apenas doce días después del violento Golpe de Estado de 1973 que acabó con la vida y con el gobierno de Salvador Allende. Neruda termina sus memorias condenando el sangriento golpe de Estado y recordando con dolor la figura de su amigo, el presidente Allende.
Tras la publicación de esta obra, se encuentra una suerte de confesión donde Neruda señala haber violado a una mujer, mientras era cónsul en Ceilán en 1929.